# ینی نوروزلو
ینی نوروزلو (به لاتین: Yeni Novruzlu) یک منطقه مسکونی در جمهوری آذربایجان است که در شهرستان ساعتلی واقع شده است. ینی نوروزلو ۸۸۱ نفر جمعیت دارد.